# Bajacalifornia megalops
Bajacalifornia megalops is een  straalvinnige vissensoort uit de familie van de gladkopvissen (Alepocephalidae). De wetenschappelijke naam van de soort werd in 1898 gepubliceerd door Christian Frederik Lütken.